# Вища освіта в Україні
Ви́ща осві́та в Украї́ні відповідно до чинного законодавства ― сукупність систематизованих знань, умінь і практичних навичок, способів мислення, професійних, світоглядних і громадянських якостей, морально-етичних цінностей, інших компетентностей, здобутих у закладі вищої освіти (науковій установі) у відповідній галузі знань за певною кваліфікацією на рівнях вищої освіти, що за складністю є вищими, ніж рівень повної загальної середньої освіти
Станом на 1 вересня 2019 р. в Україні налічувалось 281 університетів, академій, інститутів, та 338 коледжів, технікумів, училищ, що мали статус закладів вищої освіти. Система вищої освіти України готує фахівців із 29 галузей знань і 121 спеціальності, що дозволяє задовольняти потреби всіх сфер суспільного життя країни.

## Історія
Історія вищої освіти в Україні має довгу та багату історію. Українських студентів, випускників та вчених уже давно знають і цінують по всьому світі. Першовідкриття та новаторські дослідження вчених, які працювали в українських університетах, інститутах та академіях, таких як Лев Ландау, Дмитро Менделєєв, Ілля Мечников, Микола Жуковський і Євген Патон, є частиною загальної історії світової науки.

## Структура
До структури вищої освіти входять рівні освіти:
- молодший бакалавр (скасовано у 2024 р.)
- бакалавр
- магістр
- доктор філософії

## Рівні вищої освіти
Підготовка фахівців з вищою освітою здійснюється за відповідними освітніми (освітньо-професійними, освітньо-науковими, освітньо-творчими) програмами на таких рівнях вищої освіти:
- початковий рівень (короткий цикл) вищої освіти;
- перший (бакалаврський) рівень;
- другий (магістерський) рівень;
- третій (освітньо-науковий, освітньо-творчий) рівень

Початковий рівень (короткий цикл) вищої освіти відповідає п'ятому кваліфікаційному рівню Національної рамки кваліфікацій і передбачає набуття здобувачами вищої освіти здатності до розв’язування типових спеціалізованих задач у певній галузі професійної діяльності.
Перший (бакалаврський) рівень вищої освіти відповідає шостому кваліфікаційному рівню Національної рамки кваліфікацій і передбачає набуття здобувачами вищої освіти здатності до розв’язування складних спеціалізованих задач у певній галузі професійної діяльності.
Другий (магістерський) рівень вищої освіти відповідає сьомому кваліфікаційному рівню Національної рамки кваліфікацій і передбачає набуття здобувачами вищої освіти здатності до розв’язування задач дослідницького та/або інноваційного характеру у певній галузі професійної діяльності.
Третій (освітньо-науковий) рівень вищої освіти відповідає восьмому кваліфікаційному рівню Національної рамки кваліфікацій і передбачає набуття здобувачами вищої освіти здатності розв’язувати комплексні проблеми в галузі професійної та/або дослідницько-інноваційної діяльності.

## Закон України «Про вищу освіту»
З 2002 по 2014 роки в Україні діяв попередній Закон «Про вищу освіту».
1 серпня 2014 року Президент України Петро Порошенко підписав новий Закон «Про вищу освіту» № 1556-VII, який парламент ухвалив у другому читанні та в цілому. Закон сприймається як перемога громадянського суспільства і лобістів від освіти, хоча ним просувалися й лазівки щодо іншомовного навчання у вишах.
Закон визначає концептуальні засади модернізації вищої освіти — інтеграція вищої освіти України до Європейського простору шляхом реалізації положень та принципів Болонського процесу; забезпечення якості вищої освіти і науки шляхом розвитку незалежної системи забезпечення якості вищої освіти; інтеграція освіти, науки та інновації; автономія закладів вищої освіти; співпраця закладів вищої освіти та бізнесу у сфері вищої освіти і науки шляхом запровадження механізмів інноваційного розвитку країни за рахунок взаємодії освіти, науки, бізнесу і держави", — йдеться на вебсайті українського президента.
Новий закон розширює автономію університетів, забороняє стягувати додаткову плату зі студентів за виготовлення дипломів та посилює відповідальність за плагіат.

## Статистика

### Кількість ЗВО
Станом на січень 2017 в Україні мережа закладів вищої освіти І—II рівнів акредитації (коледжів, технікумів і училищ) налічує 742 заклади, з них 418 самостійних (175 — державної форми власності, 179 — комунальної та 64 — приватної форм власності), 324 структурні підрозділи університетів й академій.
Сектор державної форми власності (заклади вищої освіти, що засновані державою, фінансуються з державного бюджету й підпорядковуються відповідному центральному органу виконавчої влади) включає 232 виші III—IV рівнів акредитації та 517 — I—II рівнів. Серед них 141 університет, 52 академії, 39 інститутів і консерваторій, 128 коледжів, 231 технікум і 158 училищ.
Сектор приватної форми власності (заклад вищої освіти, заснований на приватній власності й підпорядкований власнику (власникам)) налічує 126 вишів III—IV рівнів акредитації та 76 — I—II рівнів. У тому числі 35 університетів, 9 академій, 82 інститути, 55 коледжів, 18 технікумів і 3 училища.

### Чисельність і середній вік студентів
За роки незалежності України чисельність студентів на 10 тис. населення збільшилася з 310 до 578 осіб.
Станом на 1 серпня 2013 р. у ЗВО України було зареєстровано 2 200 100 заяв від 703 800 абітурієнтів.
Середній вік студента в 1993 році становив 20 років, в 2010 — 19.

## Національне агентство із забезпечення якості вищої освіти
Цей орган у сфері вищої освіти було створено в 2014 року. Його повноваження це: формування вимог до системи забезпечення якості вищої освіти, аналіз якості освітньої діяльності закладів вищої освіти, формування пропозицій щодо переліку спеціальностей, проведення акредитації освітніх програм та інші.
Агентство формується з 23 членів і формується на квотних засадах. 27 липня 2016 Кабінет Міністрів затвердив перший склад НАЗЯВО. Деякі призначення одразу викликали спротив громадськості. Наприклад в наукових роботах Руслана Гурака, що був обраний до НАЗЯВО 9 вересня 2016 року на ІІ Всеукраїнському з'їзді закладів вищої освіти державної форми власності, було знайдено плагіат.